# Estación Las Parejas
Las Parejas es una estación ferroviaria ubicada en la localidad de Las Parejas, en el departamento Belgrano, Provincia de Santa Fe, Argentina.
Fue inaugurada en 1890 por el Ferrocarril Central Argentino.

## Servicios
La estación corresponde al Ferrocarril General Bartolomé Mitre de la red ferroviaria argentina. Por vías transitan formaciones de cargas de la empresa Nuevo Central Argentino.

### Gestiones para la vuelta del servicio de pasajeros
En abril de 2022, el intendente de Las Parejas solicita la extensión del inminente servicio Rosario - Cañada de Gómez de la Línea Mitre.
En mayo de 2022, comenzaron gestiones para la vuelta del tren a Las Parejas mientras que a inicios de julio de 2022, se dio una reunión para la factibilidad de la vuelta del tren de pasajeros a esta localidad.

### Uso multimodal
Su edificio funciona como terminal de ómnibus de la ciudad.

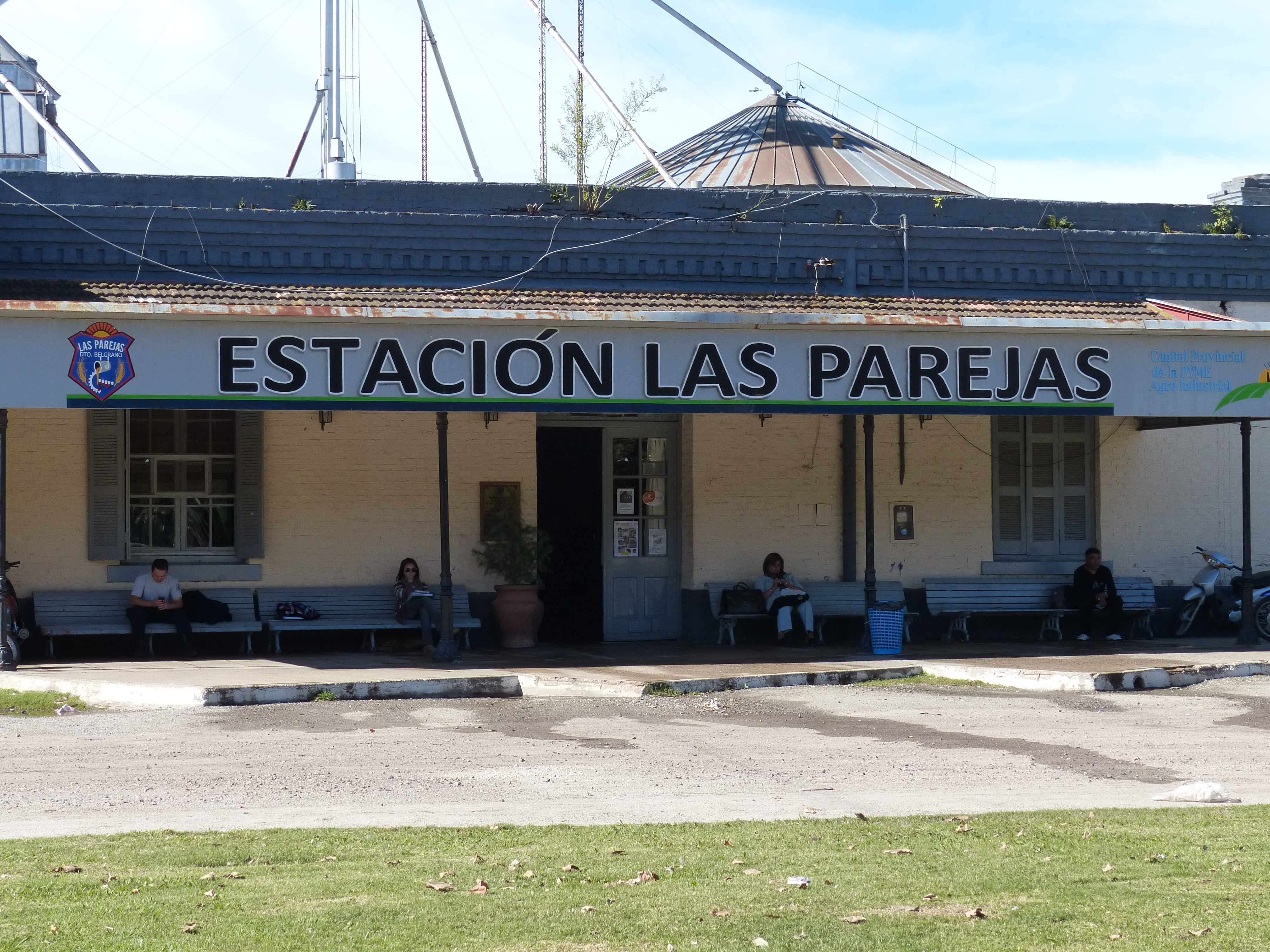
Terminal de ómnibus